# 日出の石門
日出の石門（ひいのせきもん）は、愛知県田原市日出町の太平洋上にある岩礁である。

## 概要

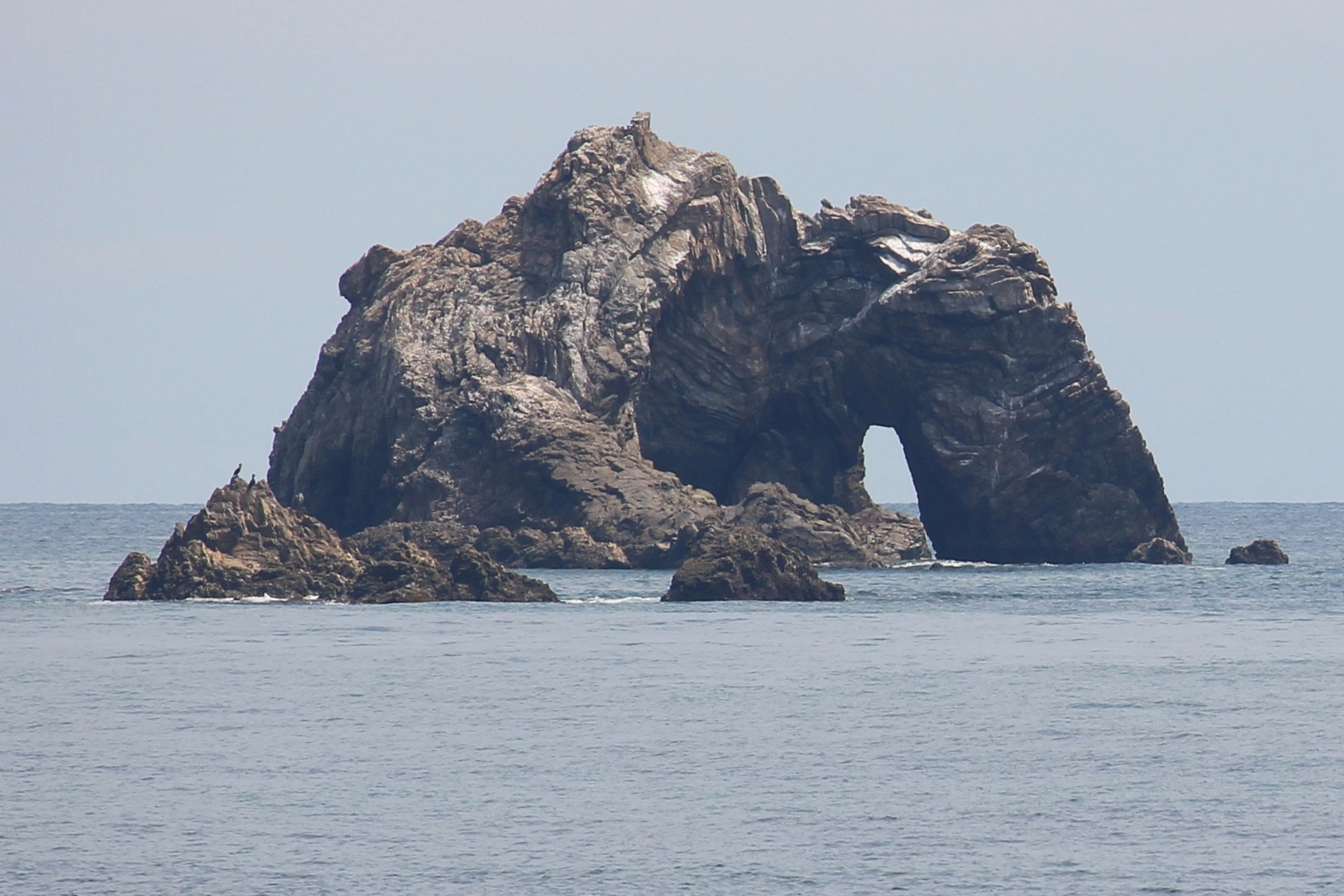
日出の石門（沖の石門）

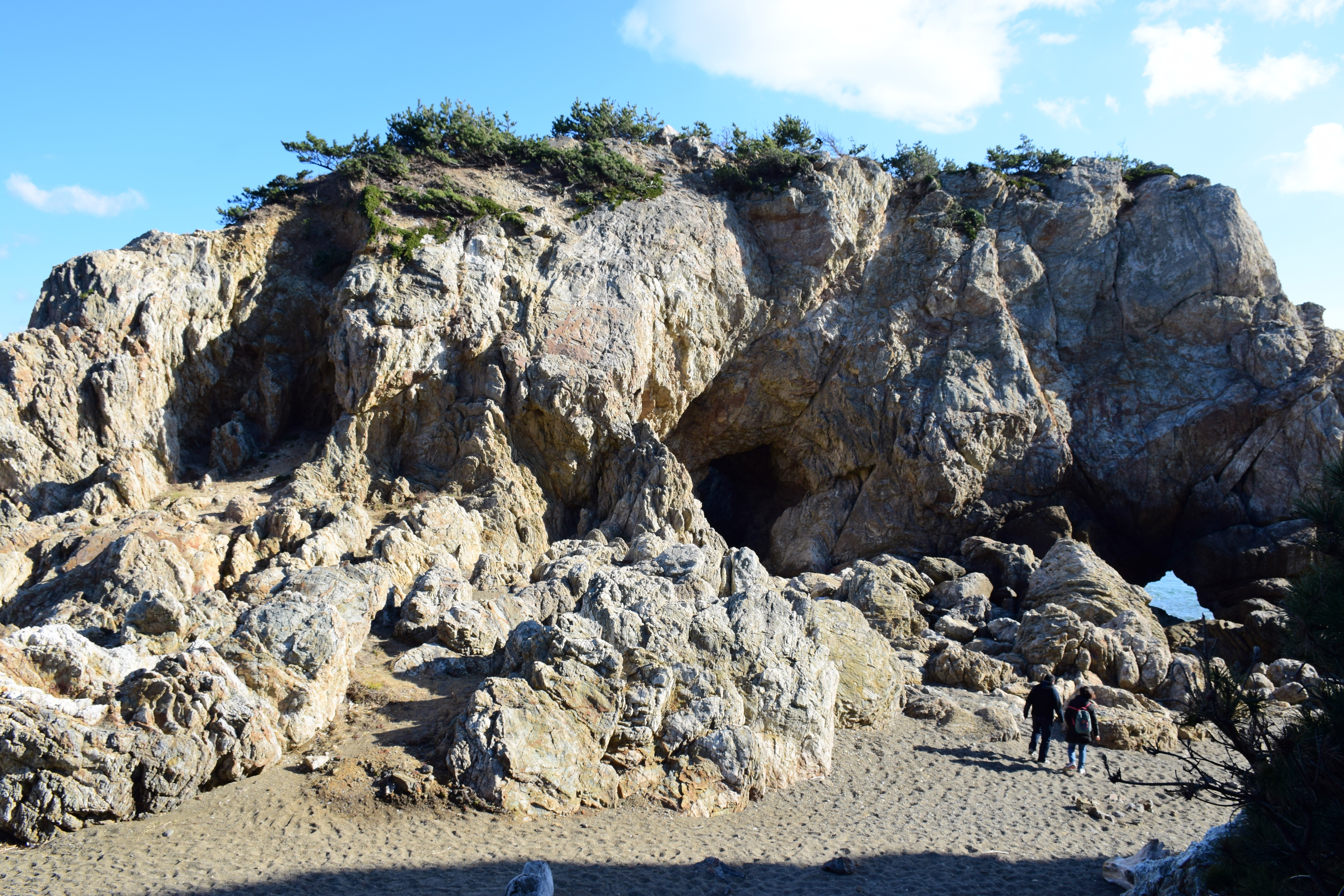
日出の石門（岸の石門）

本島はかつて海底に堆積して出来たチャートと呼ばれる岩でできており、それがその後の地殻変動などによって海面上に姿を現し、さらに海の波による浸食によって洞窟ができて現在の形になったと考えられている。
洞窟は岩を貫通しており門のようになっていることから「石門」の名がある。島には門が2つあってそれぞれ「沖の石門」「岸の石門」と命名されている。
この石門がよく眺められる場所は、日出園地として展望台などが整備されているが、恋路ヶ浜などの伊良湖岬付近の海岸からも容易に見る事ができる。また、時期と門を見る場所を選べば、門の向こう側に日の出を望むことができる。